# 版下 (浮世絵)
版下（はんした）とは、書画版木の下書きである。本項では、版本ではない、一枚摺りの浮世絵版画に限定して述べる。

## 概要

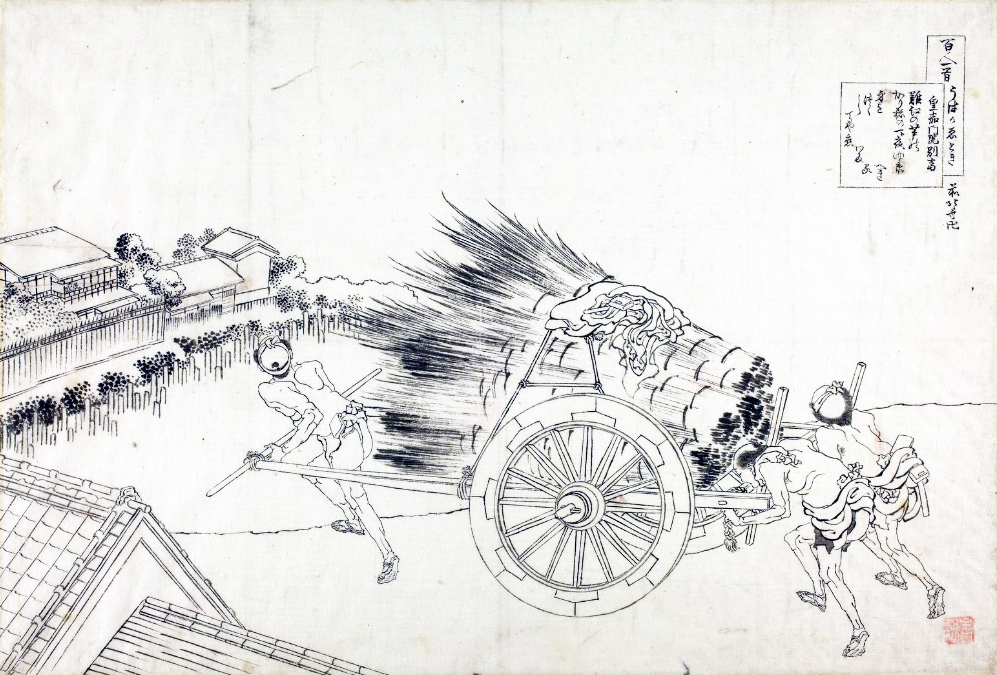
葛飾北斎『百人一首うばがゑとき　皇嘉門院別当』版下。1835-36年。大英博物館蔵。

浮世絵版画は絵師だけで生まれるものではなく、版元-絵師-彫師-摺師の分業によって成り立っている。また画題も、版元もしくは出資者が決めるものであって、絵師は彼らの要求に応えねばならない。
版元ないし出資者から注文を受けた絵師は、作図案を提出する。これが「版下」である。輪郭線のみの図である。版元の了承を得た後、名主、或いは版元業界の自主組織から、検閲を受ける必要があった。
審査を通り、「改印（あらためいん）」を捺された版下は、彫師に渡る。そのまま彫摺すると、像が裏向きになってしまうので、版下を裏返して版木に貼り付け、小刀で輪郭を切り出し、不要な部分を各種鑿で浚う。鏡像を見やすくする為、版下には薄手の和紙を用い、版木に貼って乾かす。彫られた結果、版下は木屑と共に消亡する。
但し、葛飾北斎の『千絵の海』や『百人一首うばがゑとき』のように、揃い物が完結しなかった為、版下が現存するものもある。